# Гумилевский, Александр Васильевич
Алекса́ндр Васи́льевич Гумиле́вский (13 августа 1830, село Рождествено, Царскосельский уезд Санкт-Петербургской губернии (ныне Гатчинский район Ленинградской области) — 20 мая 1869, Санкт-Петербург) — священник Православной российской церкви, духовный публицист, основатель первого приходского благотворительного общества в России, один из самых известных христианских деятелей России середины XIX века.

## Биография

### Детство и юность
Александр Васильевич Гумилевский родился под Санкт-Петербургом в селе Рождествено Царскосельского уезда 13 августа 1830 года. Его детство не было счастливым, хотя он родился в семье дьякона. Мать его умерла рано,мать умерла в 1835 году, отец — в 1838 году. отец скончался вскоре, и в восемь лет отец Александр остался круглым сиротой. Но в приюте он не оказался.Воспитывался родственниками: священник Иоанн Смирнов (дядя по материнской линии) устроил его в Александро-Невское духовное училище (1840)
Один его родственник, священник, устроил его в Александро-Невское Духовное училище, которое находилось на территории Александро-Невской лавры. Но учился Александр Гумилевский там плохо, учение не давалось ему(1844). И он уже был приготовлен к исключению по неспособности к обучению, но другой родственник перевëл его вПетропавловское духовное училище при Петропавловском соборе, которое находилось в большом деревянном доме на Большой Дворянской улице. Гумилевский стал учиться лучше и поступил в Санкт-Петербургскую Духовную Семинарию, в 1848 году окончил курс с отличием, после окончания которой поступил и успешно закончил Санкт-Петербургскую Духовную Академию. И удивительно то, что он закончил Духовную Академию в 1855 году, в один год со святым праведным Иоанном Кронштадтским. То есть они были, безусловно, знакомы и они были однокашниками.
После окончания Духовной Академии, Александр Гумилевский некоторое время преподавал в Духовной Семинарии, но буквально через год вступил в брак. Он женился на дочери священника отца Григория Смирягина, настоятеля церкви Введения во Храм Пресвятой Богородицы на Петроградской стороне. Этот храм находился на углу Большой Пушкарской и Введенской улицы. До нынешних времен он не сохранился. И вот, рукоположившись, отец Александр Гумилевский был назначен священником в храм Рождества Христова на Песках. То, что сейчас называется Советскими улицами, это были улицы Рождественские, и храм до наших времён не сохранился.
И вот с первых же дней служения на Христорождественском приходе, отец Александр получил известность как человек, отдающий себя на служение людям. Первые годы его служения напоминают нам чем-то и первые годы служения отца Иоанна Кронштадтского. Отец Александр Гумилевский посещал бедных на дому, сам ходил для них в аптеку, и нередко, возвращаясь от кого-то из бедных, приходил без сапог, снимая что-то с себя и отдавая самое необходимое.

### Взрослые годы
В Александре Гумилевском была характерная для 60-х годов девятнадцатого века жажда служения человечеству. В 1860 году на своем приходе отец Александр открыл одну из первых воскресных школ в Петербурге, в которой он преподавал сам и привлекал к безвозмездному преподаванию студентов старших курсов Духовной Академии. В этой воскресной школе помимо Закона Божьего преподавали и другие предметы: основы сельского хозяйства, математика, русский язык, чтение, церковное пение. Школу вскоре пришлось закрыть, так как в 1862 году вышло высочайшее повеление о закрытии воскресных школ, вследствие того, что в некоторых из них стали преподавать вместо церковных дисциплин учение социализма и безверия.
С 25 января 1856 г. Александр Гумилевский принимал участие в работе Санкт-Петербургского епархиального историко-статистического комитета, в 1859—1866 годы был его секретарём. Составил новую программу для сбора сведений о монастырях и приходах, разбирал в консистории архивные дела 1724—1778 гг., готовил описание церквей Царскосельского уезда. Трудами Александра Гумилевского начато издание «Историко-статистических сведений о Санкт-Петербургской епархии» (СПб., 1869—1885). В 1861 году Александр Гумилевский избран членом императорского Археологического общества.
Из-за своей работы прекрасно знал истории монастырей, из-за чего говорили о его тайном постриге в монахи, вероятнее всего, перед отправкой в Нарву. Александр Гумилевский — явный сторонник идеи в помощи страждущим без отречения от мира (то есть, он верил в новую форму монашества).
В 1860—1863 гг. Александр Гумилевский по просьбе Великой княгини Елены Павловны возглавлял основанную ею во время Крымской войны Крестовоздвиженскую общину сестер милосердия.
Великая Княгиня Елена Павловна проявила себя как меценат: дала средства художнику Иванову на перевоз картины «Явление Христа народу» в Россию, покровительствовала К. П. Брюллову, И. К. Айвазовскому, Антону Рубинштейну. Поддержав идею учреждения Русского музыкального общества и консерватории, финансировала этот проект, внеся крупные пожертвования, в том числе вырученные от продажи лично ей принадлежавших бриллиантов. Начальные классы консерватории открылись в её дворце в 1858 году.
Содействовала посмертному изданию собрания сочинений Н. В. Гоголя. Интересовалась деятельностью университета, Академии Наук, Вольного Экономического общества.
Великая княгиня оказывала попечительство училищу святой Елены; была главной попечительницей Елисаветинской детской больницы (Петербург), основала в память дочерей детские приюты Елисаветы и Марии (Москва, Павловск); реорганизовала Максимилиановскую больницу, где по её инициативе был создан постоянный стационар.
Вместе с терапевтом проф. Э.Э. Эйхвальдом занималась организационной работой по созданию лечебного учреждения — базы для подготовки и повышения квалификации врачей. Оно было открыто в 1885 году как Клинический институт Великой княгини Елены Павловны (Еленинский клинический институт, с 1993 года Санкт-Петербургская медицинская академия последипломного образования).
Выросшая в протестантской семье, Великая княгиня Елена Павловна была глубоко верующей православной христианкой. Будучи крещённой в честь святой равноапостольной царицы Елены Константинопольской, сроднилась с праздником Воздвижения, особенно заботясь о Воздвиженском храме Московской Ямской слободы в Петербурге; в дар храму ею были принесены иконы равноапостольных Константина и Елены с частицами Креста Господня, честных мощей Иоанна Предтечи, апостола Андрея Первозванного, равноапостольного Константина и святителя Иоанна Златоуста — «Меня побуждает к тому моë искреннее благоговение к святому символу нашей веры и надежды, к которому я часто прибегала в минуты скорби и постигавших меня несчастий» — заказала для храма большой запрестольный образ Воздвижения Креста Господня. Образ создавался иконописцем Фадеевым в особо отведенной зале Михайловского дворца.
В соответствии с указом Александра II, под непосредственным покровительством Елены Павловны находились Русское музыкальное общество и Петербургская консерватория.
Крестовоздвиженская община сестёр милосердия была одним из любимых «детищ» Великой Княгини Елены Павловны, создание которой она доверила Александру Гумилевскому.
Великая Княгиня Елена Павловна была хорошо знакома с деятельностью Александра Гумилевского и фактически считала его одним из своих Духовных отцов, которому она доверила создание общины Сестёр Милосердия (ныне существует) и основание Храма Святой Троицы при общине (ныне тоже существует как храм-часовня при больнице Сестëр Милосердия в здании между 2 и 3 Советскими (Рождественскими) улицами в Санкт-Петербурге.
В 1853—1863 годах выступила одной из основательниц Крестовоздвиженской общины сестёр милосердия с перевязочными пунктами и подвижными лазаретами; устав общины был утверждён 25 октября 1854 года. Ею было обнародовано воззвание ко всем русским женщинам, не связанным семейными обязанностями, с призывом о помощи больным и раненным. В распоряжение общины, под склад вещей и медикаментов, были предоставлены помещения Михайловского замка, Великая княгиня финансировала её деятельность. В борьбе со взглядами общества, не одобрявшего такого рода деятельность женщин, Великая княгиня ежедневно ездила в больницы и своими руками перевязывала кровоточащие раны .
Для креста, который предстояло носить сёстрам, Елена Павловна выбрала Андреевскую ленту. На кресте были надписи: «Возьмите иго Мое на себя» и «Ты, Боже, крепость моя». Свой выбор Елена Павловна объяснила так: «только в смиренном терпении крепость и силу получаем мы от Бога».

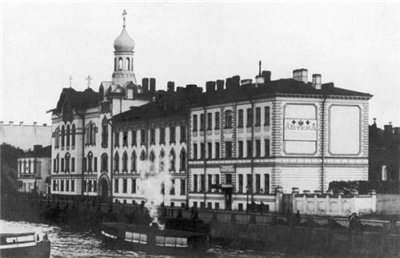
Здание Крестовоздвиженской общины сестёр милосердия Красного Креста, которую возглавлял Александр Гумилевский с 1860 по 1862 и с 1862 по1863 годы

После окончания войны, вероятнее всего, под воздействием взглядов Александра Гумилевского, при общине были дополнительно открыты амбулаторная лечебница и бесплатная школа для 30 девочек.
«…если сегодня Красный Крест охватывает мир, то это благодаря примеру, поданному … Её Императорским Высочеством Великой княгиней Еленой Павловной», говорил Основатель Красного Креста Анри Дюнан (основатель Международного Комитета Красного Креста). В деятельности Великой Княжны была своя доля заслуги и в её духовном наставлении со стороны Александра Гумилевского.
Елена Павловна поручает Александру Гумилевскому составление Устава общины, в котором Александр Гумилевский развил идею о женском церковном служении путём «деловой молитвы» в помощи страждущим без отречения от мира. Разработал строгую иерархичность общины, во главе которой стоял сам в качестве «пресвитера диаконисс» и духовника. Именно эта Община, Устав и форма деятельности послужили прообразом для устава, общины и формы деятельности Международного Красного Креста — организации, спасающей сегодня миллионы жизней по всему Миру (со слов Анри Дюнана, основателя Международного Комитета Красного Креста).
В 1862 году отец Александр Гумилевский был назначен Еленой Павловной духовником Крестовоздвиженской общины сестер милосердия. Он разработал строгую иерархичность общины, первым главой которой состоял он сам в качестве «пресвитера диаконисс» и духовника.

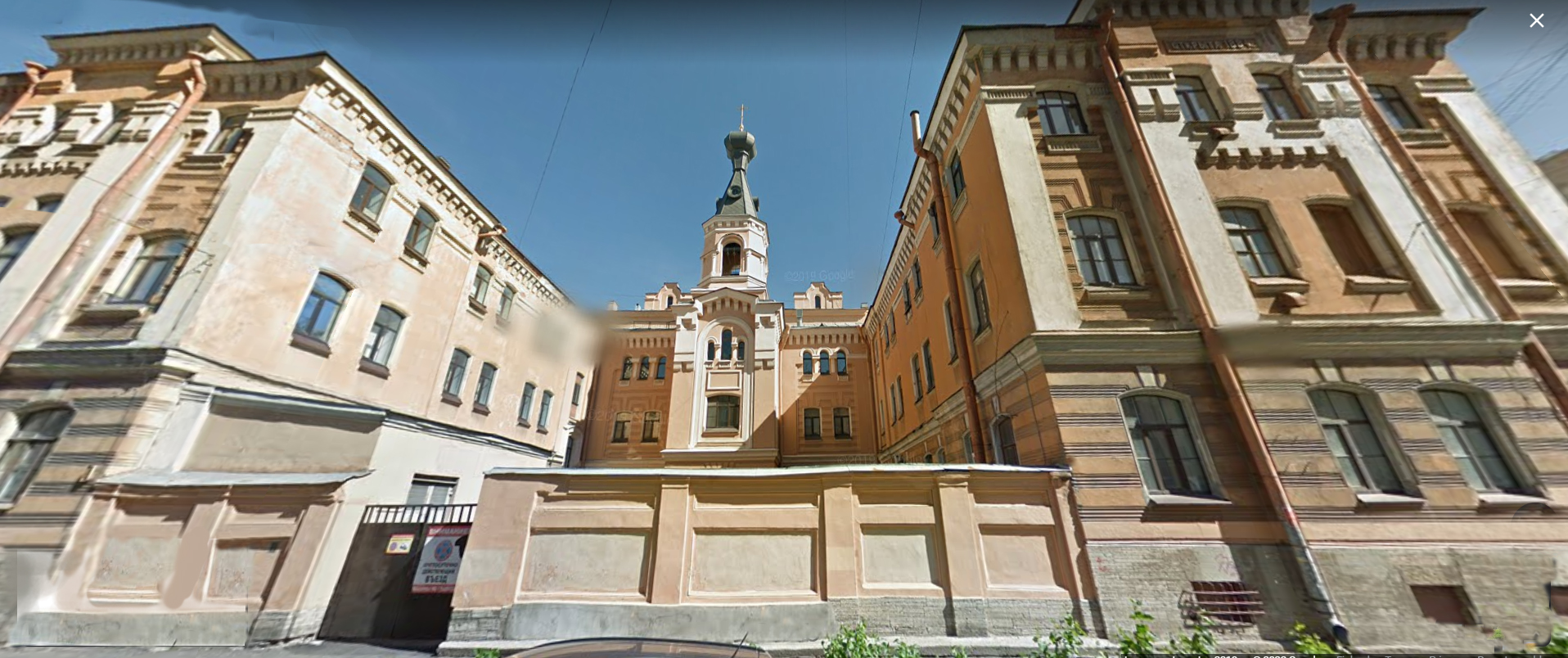
Здание отделения крестовоздвиженской общины сестер милосердия в Санкт-Петербурге в наши дни (в настоящем времени: Свято-Троицкая община сестер милосердия, хоспис приНИИ гематологии и трансфузиологии; часовня Троицы Живоначальной)

Сëстры этой общины, возвращаясь с фронта, с Севастопольской войны, обосновывались в новом здании общины. Свои обязанности духовника Крестовоздвиженской общины он выполнял ревностно, с надеждой возродить древнехристианское служение диаконис. К сёстрам он предъявлял очень высокие требования, стремясь превратить их труд в образец подвижничества и бескорыстия, временами осуждая за несоответствие высоким требованиям. Был отстранён от должности, когда позволил неосторожно высказаться об общине в печати.
В мае 1862 года Александр Гумилевский пришёл на очередную беседу с сёстрами, он увидел, что его место занял другой священник, так как многие сëстры перестали посещать его занятия. Но отец Александр не остановил свою деятельность .
Вскоре он занялся издательством, и издавал журнал «Дух христианина». Журнал, имевший в первый год большой успех, через четыре года прекратил существование, так как перестал пользоваться популярностью. На страницах журнала отец Александр Гумилевский впервые высказал мысль о необходимости создать при каждом приходе такую церковную кассу, и средства этой кассы должны были складываться из налогов на имущих прихожан и добровольных пожертвований, и чтобы из этих денег можно было помогать бедным прихожанам прихода, так как отец Александр считал, что церковный приход, как община христианская, должен помогать неимущим и бедным прихожанам.
Вскоре идея приходской кассы заменилась у него идеей создания приходского Братства. Этот проект встретил сочувствие у некоторой части прихожан. На пожертвованные деньги была снята квартира, в которой разместился приют для пяти престарелых женщин и нескольких детей. Этот год - 1863, является датой основания первого приходского благотворительного Братства.

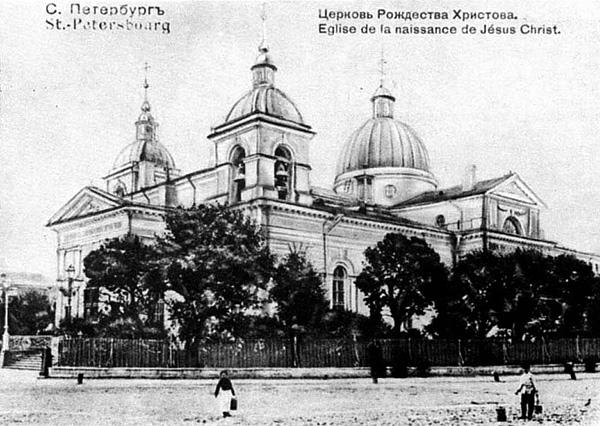
Храм рождества на песках, Санкт-Петербург, Россия, 1898 (так же выглядел при Александре Гумилевском, известном настоятеле храма).

Вот более подробная история создания:
Приходской священник Санкт-Петербургского храма Рождества Христова на Песках, отец Александр Гумилевский, в раздумьях сидел за столом в своей маленькой комнатке. Перед ним стояла открытая жестяная коробочка из-под печенья, наполненная мелкими медными монетами, поверх которых лежали несколько бумажных купюр. «Тридцать шесть рублей, — тихо проговорил он. — А нужно в десять раз больше…».
Деньги, которые батюшка только что тщательно пересчитал, были пожертвованиями за брошюру об Алексии, человеке Божьем. Книжку написал и издал сам отец Александр в надежде с её помощью собрать средства на приют для малолетних нищих. Брошюру охотно покупали. Но и этих денег оказалось недостаточно. Где взять недостающую сумму, отец Александр не знал. И всё же после каждого Богослужения отец Александр продолжал обращаться к народу с горячей просьбой поддержать открытие приходского приюта.
Однажды после Литургии к священнику подошёл богато одетый господин. Он протянул отцу Александру пухлый конверт: «Возьмите, батюшка, на приют». Пожертвование оказалось настолько крупным, что хватило на долгосрочную аренду вместительного особняка недалеко от церкви, и буквально через четыре дня, седьмого апреля тысяча восемьсот шестьдесят третьего года, приют для нищих при храме Рождества Христова на Песках был открыт!

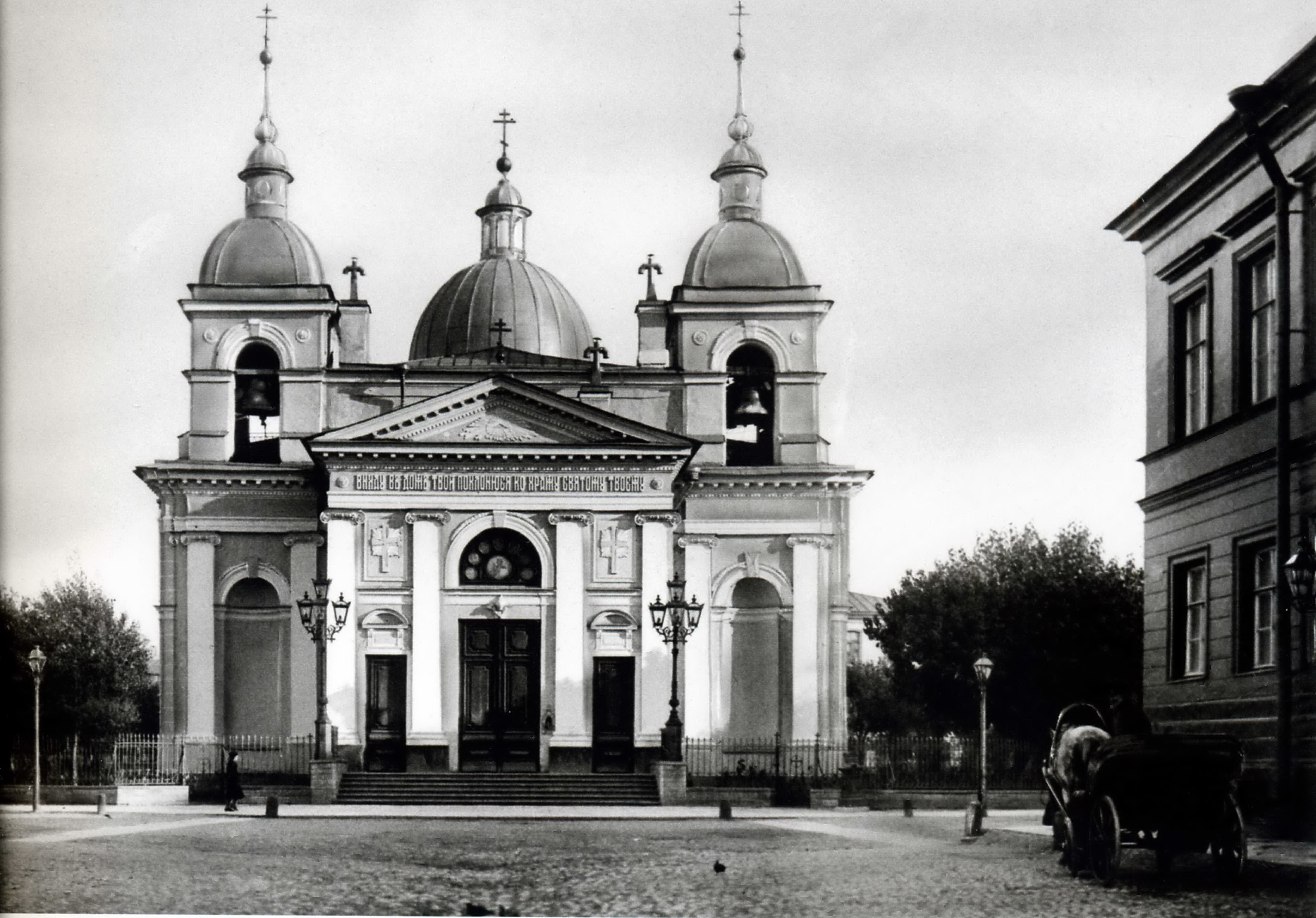
Западный фасад Храма рождества на песках после перестройки 1886-87 гг.

«Кажется, Сам Господь тогда мне помог!», — вспоминал об этом случае священник Александр Гумилевский. Бог действительно помогал ему, потому что отец Александр всю свою жизнь подчинил одной из главных Божьих заповедей: возлюби ближнего твоего, как самого себя. В детстве Саша сам с лихвой вкусил сиротской доли — его родители умерли, когда мальчику было всего восемь лет. О нём тогда позаботился приходской священник — отдал в Духовное училище, после которого Александр поступил в семинарию, а затем и в Петербургскую Духовную академию, которую окончил в один год с Иваном Сергиевым — будущим «всероссийским батюшкой», святым праведным Иоанном Кронштадтским.
Став священником, отец Александр заботился о своих прихожанах, как о родных. Навещал больных, ходил для них в аптеку за лекарствами, нуждающимся мог отдать последнее — бывало, что после посещения беднейших прихожан он возвращался домой без сапог или пальто. В тысяча восемьсот шестидесятом году при храме отец Александр открыл Воскресную школу, в которой бесплатно обучали не только грамоте и Закону Божию, но и ремёслам. А через три года смог осуществить свою задумку о детском приюте .
Все началось с аренды квартир в момент поиска средств и благоустройства Братства.
Все началось в снятой квартире, где был открыт приют для нищих, которые во множестве толпились на церковной паперти. Нищие там жили бесплатно, но питанием должны были обеспечивать себя самостоятельно за счëт сбора пожертвований. Нередко нищие питались лучше, чем отец Александр, «с кофием и водкою».
И нравы в этом отделении для нищих были достаточно буйными, и нередко отцу Александру приходилось выступать в качестве усмирителя в собственном приюте при приходском благотворительном обществе. Но вскоре от идеи призрения взрослых нищих пришлось отказаться, так как поведение их порой компрометировало деятельность церковно-приходского общества.
И тогда отец Александр стал по воскресеньям кормить бесплатным обедом бедных прихожан. Но бедные прихожане вели себя порой так неблагочестиво, что его деятельность вызывала даже осуждение у священников из других приходов, настолько она была необычна для других священников. Другие священники считали, что «отец Александр с матушкой у себя на приходе харчевню открыли».
Воспринимая церковный приход как единое целое, семью, члены которой должны поддерживать друг друга, отец Александр сплотил своих прихожан в братство, стараниями которого при храме на Песках была устроена богадельня для престарелых женщин.
7 апреля 1863 года при церкви Рождества Христова на Песках Александр Гумилевский открыл Христорождественское братство. В состав братства вошли 2 школы-приюта, 2 детских рукодельных приюта, больница, библиотека, детский и взрослый хоры, воскресная школа для взрослых, богадельни для нищих и увечных и отдельно для женщин. Организовывались бесплатные воскресные и праздничные обеды для неимущих, а также выдача пособий.
В начале 1869 года Александр Гумилевский учредил при братстве Александро-Иосифовское приходское благотворительное общество. По его образцу стали создаваться другие подобные учреждения, причем Александро-Иосифовское общество занималось координацией их деятельности. Александр Гумилевский считал, что благотворительные общества должны возникать практически при каждом приходе. Стремясь создать из прихода большую христианскую семью, Александр Гумилевский не ограничивался богослужением и исполнением треб, входил во все подробности как духовной, так и бытовой жизни прихожан. Лучшим средством приобщения людей к христианским идеалам считал хоровое пение. Придавал большое значение созданию сети приходских библиотек.

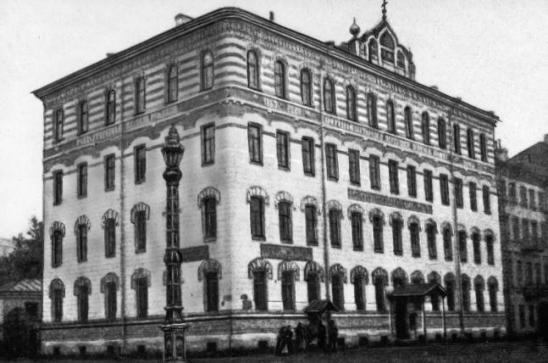
Здание Христо-Рождественского Александро-Иосифовского братства, основано Александром Гумилевским (здание достроено к 1878 году, фото сделано предположительно 13 августа, в День рождения Александра Гумилевского, отмечаемый в обществе как праздник общины).

Активность Александра Гумилевского сталкивалась с сопротивлением светской и церковной администраций, на него посылали доносы, его обвиняли в том, что он преувеличивает значение своего опыта, пропагандирует его как образец для всех приходов.
Отец Александр решил заняться воспитанием детей, нищенствующих на его приходе. Были собраны дети на церковной паперти, помещены в приют, и отец Александр занялся их воспитанием. Он писал о том, что при своей неспособности к стихотворству, он считал необходимым сочинять назидательные песни для детей, так как считал, что пение самый лучший проводник понятия нравственности в детские сердца. И вот некоторые песни, сочиненные отцом Александром я могу сейчас вам не пропеть, но прочитать. Вот одна из песен, написанная от лица приходских нищих до их попадания в приют. Слова песни звучат так:

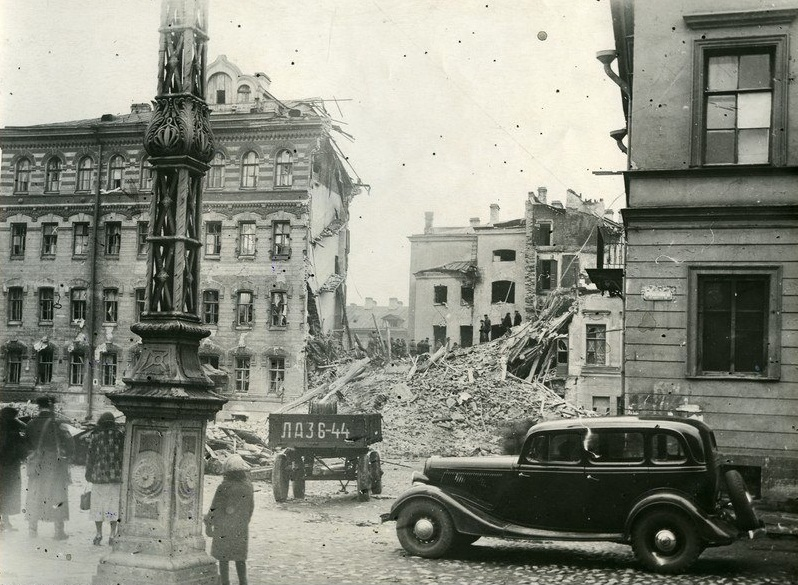
Разрушение здания Христо-Рождественского Александро-Иосифовского братства вследствие попадания снаряда, февраль 1942 года.

По окончании службы на паперти святой,

Не зная вовсе дружбы, мы дрались меж собой.

«Подайте, Христа ради!» — кричали мы толпой,

И были очень рады мы денежке чужой.
А вот когда эти дети получили воспитание в приюте под руководством отца Александра Гумилевского, они запели уже другие песни:
Где отыщем мы больного, мы ему поможем,

В Братский наш приют такого принесем, положим.

Где найдем полунагого, мы его оденем,

И как гостя дорого мы его согреем .
Вот такие песни при неспособности к стихотворству писал отец Александр для своего приюта. И нужно сказать, что дети эту искренность оценили очень высоко.
Александр Гумилевский следил за развитием педагогической мысли, пользовался советами Константина Ушинского. Дружба Гумилевского и Ушинского была тесной. Методики Ушинского считались в то время передовыми в педагогике.
Александра Гумилевского Ушинский воспринимал как духовного наставника и как ключевого элемента в педагогическом воспитании человека. Ушинский говорил: «Конечно, образование ума и обогащение его познаниями много принесёт пользы, но, увы, я никак не полагаю, чтобы ботанические и зоологические познания или даже ближайшее знакомство с глубокомысленными творениями Фохта и Молешотта могли сделать гоголевского городничего честным чиновником, и совершенно убеждён, что, будь Павел Иванович Чичиков посвящён во все тайны органической химии или политической экономии, он останется тем же, весьма вредным для общества пронырой. Переменится несколько его внешность, перестанет он подкатываться к людям с ловкостью почти военного человека, примет другие манеры, другой тон, замаскируется ещё больше, так что проведёт кого-нибудь и поумнее генерала Бедрищева, но останется всё тем же вредным членом общества, даже сделается ещё вреднее, ещё неуловимее».
Константин Ушинский верил, что именно духовное образование должно быть основной воспитания подрастающего поколения, и где немалый вклад должны принести общества, созданные по подобию приходских общин Александра Гумилевского. В противном случае, говорил Ушинский, мы можем получить «вредных членов общества», кому образование не пошло на пользу, а лишь во вред, главным образом, обществу.
Александр Гумилевский был инициатором создания народных курсов барона Михаила Косинского, программа которых была приравнена к трём классам гимназии. Народные курсы Гумилевский и Косинский проводили в здании, которое назвали Таврической школой (рядом со Смольным собором).
Произошло это следующим образом. При участии Александра Гумилевского открывается бесплатная благотворительная Таврическая школа на средства и при участии барона М. О. Косинского, рядом с Христо-Рождественским Александро-Иосифовским братством и церковью Рождества Христова на Песках. Школа притягивает большое количество талантливых педагогов: В. О. Буссе, В. И. Водовозов, Священник Головин, Барон М. О. Косинский, В. И. Лядов, О. Ф. Миллер, Л. Н. Модзалевский, А. И. Павловский, Я. И. Пугачевский, М. И. Раевский, Д. Д. Семенов и другие.
Константин Ушинский получает значительную часть своего блестящего педагогического персонала из названной Таврической школы, формирует так называемые педагогические кружки и постепенно становится едва ли не самым известным педагогом дореволюционной России.
Александр Гумилевский стал одним из первых организаторов воскресных школ в России. 22 мая 1860 г. в Санкт-Петербурге основал Владимирскую воскресную школу, содержавшуюся на средства городской ремесленной управы; под руководством Александра Гумилевского в ней преподавали 60 студентов Санкт-Петербургской Духовной академии во главе с А. И. Предтеченским.
В октябре того же года открыл Христорождественскую воскресную школу и содержал её за свой счет. В 1861 г. по благословению покровительствовавшего ему Новгородского, Санкт-Петербургского и Финляндского митрополита Исидора (Никольского) Александр Гумилевский составил «Правила для преподавания Закона Божия и для наблюдения за обучением в воскресных школах Санкт-Петербургской епархии», а также стал цензором книг духовного содержания для воскресных школ. Выступал против просвещения народа, если оно не основано на Законе Божием, считал, что в воскресных школах должны преподавать только священники.
4 апреля 1866 года, в день покушения Каракозова на Александра Второго, отцу Александру сообщили о том, что стрелявший в царя — помещик. Александр Гумилевский переименовывет братство в Александро-Иосифовское Христорождественское братство (из Христорождественского братства). Новое название обществу дано в честь приходской церкви Александра Невского и крестьянина Иосифа Комиссарова, который спас Императора Александра II от выстрела Д. В. Каракозова в Летнем саду.
4 апреля 1866 года входивший в революционную организацию и называвший себя террористом Каракозов стрелял в Александра II у ворот Летнего сада, однако промахнулся. Был арестован и заключён в Алексеевский равелин Петропавловской крепости. По официальной версии, причиной промаха Каракозова стало то, что его руку оттолкнул крестьянин Осип Комисаров (по крещению Иосиф), который был возведён в дворянское достоинство с фамилией Комиссарова-Костромского.
Следует сказать, что в строках Каракозова можно увидеть и темное пророчество о судьбе России, которое он сделал прямо накануне покушения: «Грустно, тяжко мне стало, что… погибает мой любимый народ, и вот я решил уничтожить царя-злодея и самому умереть за свой любезный народ. Удастся мне мой замысел — я умру с мыслью, что смертью своею принес пользу дорогому моему другу — русскому мужику. А не удастся, так всё же я верую, что найдутся люди, которые пойдут по моему пути. Мне не удалось — им удастся. Для них смерть моя будет примером и вдохновит их…».
Если бы Александру Гумилевскому позволили бы осуществить свою церковно-приходскую деятельность в Храме Рождества на Песках и в Христо-Рождественском Александро-Иосифовском братстве, то в теории даже революции могло бы не быть. Многие из элиты будущих революционеров и даже первые два лидера Советского государства в разное время жили в непосредственной близости от общества (примерно в 5-7 кварталах от Рождественской площади, где стоял Храм Рождества Христова на Песках и само Братство, есть даже квартира, где в разное время жили и Ленин (как Владимир Ульянов) и Сталин (как Сосо Джугашвилли-Коба) с семьями. Сегодня в той квартире музей и коммуналки в окружении.
Александр Гумилевский был противником революционных идей, самих революционеров и сторонником сохранения монархии в России на основе Православия и христианства. Он часто обличал революционеров и революционные движения в своих проповедях, много писал по этому поводу, в том числе, критиковал революционные идеи и идеологии тогдашних революционных организаций.
Но случилось так, что именно революционеры пришли к власти уже в более позднее время. И Ленин и Сталин вероятнее всего знали о том, кто такой Александр Гумилевский, сами жили с семьями недалеко от храма и братства (в отдельные периоды своей жизни и до прихода к власти), и, придя к власти, занялись уничтожением наследия Александра Гумилевского: все его книги, которые большевикам удалось найти, были сожжены. Уничтожено все, даже сборники стихов и песен Александра Гумилевского для детей. Всего более 3000 страниц произведений Александра Гумилевского не сохранилось до сегодняшнего дня. Не мог уже почивший священник что-либо противопоставить воле Государственного Аппарата СССР. Декретами Высшего руководства советской власти Церковь Рождества Христова на Песках была взорвана и превращена в площадь, а Христо-Рождественское братство было решено разрушить.
Но все это произойдет позже.
Вернемся к покушению. В своей апрельской проповеди 1866 года отец Александр Гумилевский позволил себе неодобрительно отозваться о помещиках. Вскоре после этого он был переведен из Петербурга в Нарву, в Преображенский собор города Нарвы.
Он служил в Нарве в течение одного года и за это время сумел создать там приходское попечение о бедных. Его проповеди, сказанные в Нарве, после смерти были изданы отдельной книгой «На память православным жителям города Нарвы».
Александр Гумилевский писал стихи и песни. В 1860 г. сотрудничал с журналом «Странник», в котором публиковал поучения, рассказы, цикл статей «Заметки приходского священника». В 1861—1865 гг. совместно со священниками Иоанном Флёровым, Д. И. Флоринским и И. Г. Заркевичем (впоследствии епископ Новомиргородский Николай) издавал журнал «Дух христианина», посвященный вопросам благотворительности, народного образования.
Александр Гумилевский вел в журнале летопись Христорождественского братства, критиковал состояние дел в Санкт-Петербургской Духовной семинарии и консистории, публиковал анонимные или подписанные псевдонимами корреспонденции о негативных явлениях в жизни столичного духовенства, поднял вопрос о введении выборного начала в среде духовенства.
Александр Гумилевский обладал проповедническим талантом. Многие его проповеди были изданы. После проповеди, произнесенной 4 апреля 1866 г., по окончании благодарственного молебна по случаю спасения императора Александра II Николаевича от покушения Д. В. Каракозова, распространились слухи о том, что Александр Гумилевский призывал крестьян защитить царя от дворян (в особенности от помещиков). Именно по этой причине 18 мая того же года Александр Гумилевский и был переведен в Преображенский собор г. Нарвы, остро переживал свое удаление из Санкт-Петербурга. Продолжал заниматься благотворительностью, основал при соборе благотворительное общество, построил новый храм в дачном пригороде Меррекюле (ныне Мерикюла, Эстония).
А нужно сказать, что дети приюта, основанного им, очень скучали в отсутствие отца Александра и составили даже молитву собственного сочинения, и стали петь её ежедневно, чтобы Господь спас и помиловал и вернул им отца Александра. Тогда священник, заменивший отца Александра, запретил им петь эту молитву, как не значащуюся в молитвословах, но вскоре был научен своей печальной ошибке, и молитва на возвращение отца Александра зазвучала снова. Наверное, по этой молитве отца Александра снова через год вернули в Санкт-Петербург.

### Кончина
22 марта 1867 года император Александр II по просьбе императрицы Марии Александровны перевёл Гумилевского в Санкт-Петербург. 6 октября того же года Гумилевский назначен вторым священником церкви в честь иконы Божией Матери «Всех Скорбящих Радость» при Обуховской больнице. Настоятель прихода священник А. П. Булгаков создал при нём первое в Европе благотворительное церковное общество для помощи неимущим больным и их семьям, содержавшее два приюта для сирот. Гумилевский духовно поддерживал женское отделение больницы, заботился о похоронах неимущих, об учреждении особой погребальной кассы для погребения бедняков, умерших в больнице. Отличался бескорыстием: все получаемые им средства расходовал на помощь нуждающимся.
В приходе в Обуховской женской больнице для бедных он служил недолго. Служение давалось ему тяжело, в тридцать семь лет он уже был седым.
Александр Гумилевский скончался 20 мая 1869 года, заразившись тифом во время причащения умиравшей девушки.
На его похоронах было более ста священников и несколько тысяч человек. Отпевали его в храме Обуховской мужской больницы, так как храм Обуховской женской больницы был слишком мал и не мог вместить всех людей, пришедших на погребение. Отпевание совершил епископ Выборгский Тихон (Покровский). В церкви стоял плач. До самой могилы на Смоленском православном кладбище гроб несли на руках, несмотря на то, что по многим дорогам там можно было проехать только верхом или в экипаже.
Проповеди священников, сказанные в момент погребения отца Александра на кладбище, были изданы потом отдельной брошюрой, настолько значительны они были. При погребении отца Александра на кладбище был организован сбор пожертвований в пользу его семьи, оставшейся без средств к существованию.
Через несколько лет на его могиле был поставлен большой гранитный памятник, созданный на средства членов созданного им Христорождественского братства. На одной стороне была надпись, по которой этот памятник сейчас обнаружен вросшим в землю — «Основателю Христорождественского Братства», а на другой стороне слова — «Нет больше той любви, как если кто положит душу свою за друзей своих». Инициатором сбора средств на памятник стал священник М. Горчаков.
Незадолго до кончины Александр Гумилевский передал своему будущему биографу Н. А. Скроботову обширный архив. При Советской власти архив и все его копии были уничтожены.
Памятник чудом обнаружен в 2006 году на Смоленском кладбище. По памятнику, как установили историки, названа часть Смоленского кладбища вдоль Гумилевской дорожки (в СССР дорожка переименована в Гумилёвскую, как она называется и по сей день).

### Обретение могилы

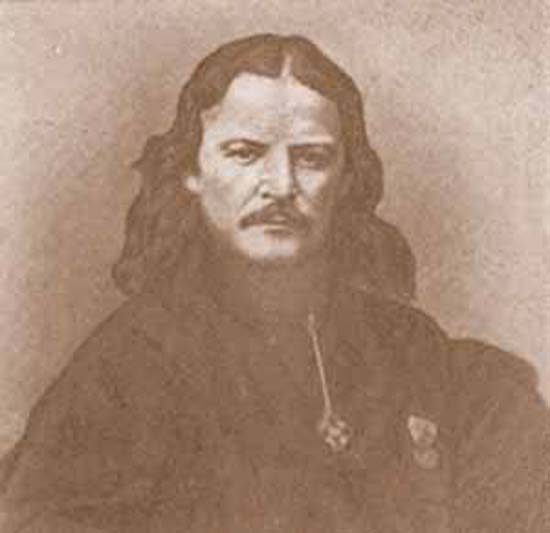
Единственное сохранившееся фото Александра Гумилевского.

Могила Александра Гумилевского нашлась в 2006 году на Смоленском кладбище СПб . Эта могила на протяжении многих лет числилась как утраченная во всех справочниках по истории кладбищ, и казалось, уже невозможно её найти. Чудо свершилось в 2006 году. Владимир Амосов, прихожанин Оптинского Подворья, прогуливаясь по Смоленскому кладбищу, он обратил внимание на большое могильное надгробие, поваленное на землю и вросшее в землю. На одной из боковых поверхностей ему удалось прочесть плохо различимую надпись «Основателю Христорождественского Братства».
Так представителям РПЦ стало известно об этом факте. Поскольку основатель Христорождественского Братства для служителей РПЦ становится все более известной личностью, его довольно быстро опознали. Первым человеком, установившим и доказавшим принадлежность могилы была Татьяна Трефилова.
В 2006 году отец Александр Берташ сказал, что он внесёт исправления во все книги, в которых написано, что могила не сохранилась, и поставит эту могилу под охрану.
В 2006 году в Братстве святой Анастасии на воскресной трапезе Татьяна Трефилова, автор статьи об Александре Гумилевском в Энциклопедии Санкт-Петербурга, рассказала всем присутствовавшим об обретении этой могилы, и были собраны пожертвования на восстановление этой могилы, так как могила находилась, безусловно, в очень плохом состоянии. Просто это надгробие было вынуто из земли, и что удивительно, когда его из земли вынимали, то прямо на земле оставались отпечатанными слова, надписанные на этом надгробии: «Нет больше той любви, как если кто положит душу свою за друзей своих». И они оставались на земле в течение двух дней, пока не пошёл дождь.
«Я, конечно же, сразу пришла на эту могилу, помыла, почистила её, принесла цветочек, помолилась. И теперь было бы замечательно, чтобы люди вспомнили этого замечательного священника, потому что раньше имя его было достаточно известно в Санкт-Петербурге».
Во многих, практически во всех церковно-приходских благотворительных обществах висел его портрет как основателя первого церковно-приходского благотворительного Братства. Движение, начатое на Христорождественском приходе, волной прокатилось по всей России. Он, безусловно, является основателем церковно-приходских благотворительных обществ.
Вновь обретенная могила отца Александра Гумилевского находится на Смоленском православном кладбище. Это первая дорожка, ведущая направо от входа. И что удивительно, эта дорожка на планах кладбища называлась Гумилевская по имени этого священника. Но сейчас произошла некоторая ошибка, на указателе, вновь поставленном, эта дорожка почему-то значится Гумилёвская.
Эта могила находится за могилой Федора Ивановича Иордана, ректора Императорской Академии Художеств. Могила находится не в первом ряду, не на самой дорожке, а находится она в третьем ряду, и пока надгробие просто лежит на земле. Его подняли и поставили так, чтобы можно было прочесть надпись, но нет креста, нет основания, нет оградки. То есть эта могила, безусловно, нуждается в восстановлении. И могила нуждается в восстановлении, и память этого замечательного человека нуждается в восстановлении в нашем городе и в наших сердцах.

## Наследие Александра Гумилевского

#### Общее наследние Отца Александра Гумилевского
Следует заметить, что здание Христо-Рождественского Александро-Иосифовского братства и храм братства имени св. мч. Георгия Победоносца, обустроенные Александром Гумилевским, существуют и по сей день в Санкт-Петербурге (на их месте находится дом-сталинка, но ведутся споры об идентичности кирпича и замене только перекрытий и частей, разрушенных попаданием бомбы в январе-февраля 1942 года). На неоштукатуренном боковом фасаде дома, где видна кирпичная кладка с 1 по 5 этаж данного здания присутствует старый кирпич с вкраплениями советского кирпича, вероятно, в рамках заделывания частичных разрушений с сентября 1941 (начало обстрелов Ленинграда Германской авиацией) по февраль 1942 гг (частичное разрушение крыла дома после попадания снаряда, запечатленное на фотографии дома того периода).
Несколько слов стоит сказать о преемственной связи между деятельностью Александра Гумилевского и возникновением Афонского подворья в Санкт-Петербурге. Здания восстанавливаемых сегодня церквей Афонского Подворья (включая Свято-Пантелеймоновское Афонское подворье Санкт-Петербурга и Храма Благовещения Пресвятой Богородицы: Подворья Старо-Афонского Свято-Андреевского мужского скита и Афонская Церковь Благовещения Пресвятой Богородицы с Часовней Андрея Первозваного — единый комплекс зданий) находящиеся сегодня по диагонали от разрушенного в феврале 1942 года снарядом здания Христо-Рождественского Александро-Иосифовского братства, связаны с его деятельностью.
В середине XIX века Александр Гумилевский создает концепцию Благотворительных школ для девочек с целью дать им образование вплоть до Гимназического, чтобы они могли трудоустроиться в будущем. При поддержке известных педагогов из основанной при его участии Таврической школы, закладываются основы для будущей гимназии для девочек (Школа для девочек), обучемых не только талантливейшими педагогами России гимназическому циклу дисциплин (в бесплатной благотворительной школе), но и монахами, желающими привнести вклад в мирскую жизнь простых людей. Подробных данных о процессе строительства данной Гимназии для девочек не сохранилось, в связи с тем, что в ходе культурной революции в СССР практически все труды Александра Гумилевского были уничтожены.
Однако известно, что и к 7 марта 1880 года (незадолго после кончины Александра Гумилевского) вплоть до сентября 1904 года на территории, определённой Александром Гумилевским для строительства светско-духовной школы для девочек существовали единым комплексом следующие здания: женская гимназия (согласно ген. плану ещё до 7 марта 1880 года была построена как комплекс деревянных зданий, которые впоследствии застраивались кирпичными зданиями; при этом, процесс возведения каменных корпусов для монастыря и женской гимназии не был завершен и к сентябрю 1904 года), Подворье Старо-Афонского Свято-Андреевского мужского скита и при нём Церковь Благовещения Пресвятой Богородицы с Часовней Андрея Первозваного (каменное здание взамен деревянным строениям на углу 5-й Рождественской (Советской) и Дегтярной улиц полностью завершено только к 1893 году по проекту известного Архитектора Никонова Н. Н. /в 1930 году подворье перестроено под уборную для муниципальных нужд, а с 1933 года стало зданием Архивного управления, в 1943 году частично разрушено попаданием снаряда (восстановить большую часть здания не удалось до сегодняшнего дня)/), а также Афонское Свято-Пантелеймоновское подворье (здание разрушено бомбардировкой в 1943 году); само Свято-Пантелеймоновское Афонское подворье существует и сегодня в обновленном здании.
Известно, что Александр Гумилевский часто арендовал земли и имущество у состоятельных верующих людей. Некоторые из этих людей могли впоследствии подарить данное имущество для благотворительных и/или церковных нужд, как случилось, например, 25 Июля 1879 г.: купчиха г. Павловска Анна Ульяновна Джамусова подарила землю, которая использовалась для благотворительных нужд, названому Старо-Афонскому подворью Андрея Первозваного. Сама А. У. Джамусова, когда бывала в Санкт-Петербурге, жила рядом, в доме 14 по Дегтярной ул., в кв. 6 (то есть по 5-й Рождественской это был дом 33).
В нижнем этаже Афонского прихода Андрея Первозваного находились приделы во имя чудотворной иконы Божией Матери «В скорбях и печалех утешение» и св. Алексия человека Божия. Следует сказать, что именно Александра Гумилевского можно назвать основным пропагандистом данного образа. Первую в России брошюру «Об Алексии, человеке Божьем» издал сам Александр Гумилевский в 1861 году с двумя целями: улучшение знания об этом Святом среди просвещенного народа, с одной стороны, и чтобы деньги, которые состоятельные граждане, способные понести расходы по покупке брошюры, — пошли на строительство Первой в России церковной благотворительной миссии, учрежденной Александром Гумилевским, которое впоследствии стало знаменитым в дореволюционной России Христо-Рождественским Александро-Иосифовским братством. Александр Гумилевский настаивал на обретении Иконы св. Алексия человека Божия в свою образовательную и благотворительную общину Рождества на Песках. На месте общины названная икона обретена к 1897 году.
На втором этаже названного храма Афонского прихода Андрея Первозваного стоял главный Благовещенский придел: левый придел посвящен апостолу Андрею Первозванному и правый — св. благоверному князю Александру Невскому, духовному покровителю Александра Гумилевского. С Афона были привезены частицы мощей двенадцати мучеников и частица Животворящего Древа Господня. После закрытия подворья мощевик был перенесен (дальнейшая судьба мощевика неизвестна). К Вербному воскресенью 1893 года в Санкт-Петербург с Афона доставляли освященные лавровые венки, которые раздавали прихожанам.
Существует и иная связь Афонского Подворья с деятельностью Александра Гумилевского. Чудотворная икона Божией Матери «В скорбях и печалех утешение» привёз с собой иеромонах Паисий в 1863 году, когда о. Александру Гумилевскому было 23 года. В момент приезда икона не задержалась в Санкт-Петербурге, а была перенесена в г. Слободской Вятской губернии. После молебна перед образом, по преданию, чудесным образом был исцелён от немоты 18-летний сын местного священника Владимир Неволин, бывший немым 6 лет. После молебна, коснувшись её устами, он заговорил. Образ прославился и другими чудесами в Слободском и Вятке. Известно, что к марту 1880 года местность, куда данная икона была перевезена, продолжала деятельность, основанную Александром Гумилевским, преобразовавшись из благотворительной школы для девочек в состоявшуюся женскую гимназию с деревянными, вероятнее всего, монастырскими часовнями, которые о. Александр Гумилевский старался устраивать в образовательных и благотворительных заведениях, которыми он руководил. Деревянное строительство в данном квадрате в период как до 7 марта 1880 года, так и после вплоть до 1 сентября 1904 года и после Градостроительным планом города разрешено переделать под кирпичную застройку с 7 марта 1880 года (вероятно, из-за недостатка в финансах и бюрократических преград этого не удалось сделать ранее, при жизни Александра Гумилевского).
Следует сказать, что все здания благтворительных и образовательных обществ, основанных Александром Гумилевским, были изначально деревянными. И лишь после его кончины постепенно достраивались как кирпичные. Например, здание Христо-Рождественского Александро Иосифовского братства стало превращаться в кирпичное только с 1873 года, а благотворительная светско-духовная школа для девочек стала гимназией к 1880 году; кирпичная застройка деревянных строений женской гимназии, а также деревянных монастырских часовен при Гимназии, началась ранее 1880 года и, вероятно, не закончилась полностью к сентябрю 1904 года. Причем, как указано в данной статье, многие деревянные здания со временем обосабливались в кирпичные здания подворья Афонского монастыря в Санкт-Петербурге, монахи которого, во всяком случае, с 1880 по 1904 год помогали обучающимся в освоении духовной части программы.
Так, одно из деревянных зданий женской гимназии, основанной как благотворительная женская школа по стопам Александра Гумилевского (с деятельностью, которую он начал по привлечению ведущих педагогов России по гимназическим предметам в благотворительные церковные школы), к началу XX века становится малым храмом для Свято-Пантелеймоновского подворья Афонского монастыря в Санкт-Петербурге (сегодня подворье существует и географически находится на том же месте, на 5-й Советской (Рождественской) улице), деревянные часовни св. Александра Невского и Андрея Первозваного, существовавшие к 1880 году, перестраивается в кирпичные здания Старо-Афонского подворья в Санкт-Петербурге (как Подворье Старо-Афонского Свято-Андреевского мужского скита с Афонской Церковью Благовещения Пресвятой Богородицы с Часовней Андрея Первозваного) с 1889 по 1893 годы по проекту известного в дореволюционной России архитектора Никонова Н. Н. (знаменит созданием храмов в новорусском архитектурном стиле).

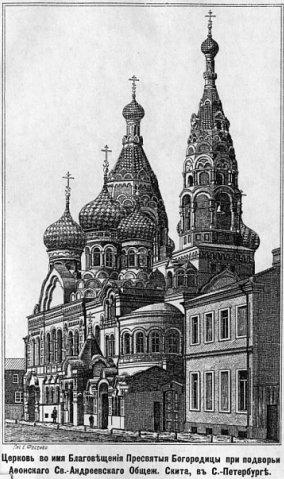
Афонское подворье Св. Ап. Андрея Первозваного в Санкт-Петербурге: Церковь Благовещения Пресвятой Богородицы (слева) и строящийся корпус Свято-Пантелеймоновского подворья Афонского монастыря в Санкт-Петербурге (справа; к моменту разрушения от снаряда в 1943 году был размером с 4-х этажное здание). Гравюра 1904 года.

Несколько слов следует сказать и о судьбе самого Подворья Старо-Афонского Свято-Андреевского мужского скита с Афонской Церковью Благовещения Пресвятой Богородицы с Часовней Андрея Первозваного. К сентябрю 1904 года (к моменту составлению ген. плана города по Указу Городской Думы Санкт-Петербурга) закончено убранство Афонского подворья в Санкт-Петербурге, хотя, вероятнее всего, это было сделано ещё раньше, к 1893 году (но даже в этом случае утверждение о законченных работах к Сентябрю 1904 года верно). Причем, интересным является факт, что Афонское подворье Санкт-Петербурга, при всем великолепии его церковных зданий до революции, согласно генеральному плану Санкт-Петербурга от 1 Сентября 1904 года с подробной картой данной территории, Афонское подворье само могло являться частью Гимназии для девочек, основанной по воле и духовному наставничеству Александра Гумилевского.
Следует добавить, что дальнейшая судьба подворья сложилась трагически. После выхода в свет статьи «Колхоз Старо-Афонского монастыря» в 1922 году, общественное мнение руководства города, переименовываемого тогда в Ленинград, — становится негативно настроенным к самому Афонскому подворью; монахи бесследно исчезают (при этом, на сегодняшний день не найдено данных об их выезде за пределы СССР, также как и об их расстреле). Здание Свято-Пантелеймоновского прихода Афонского монастыря становится домом с коммунальными квартирами (уничтожено в 1943 году вследствие попадания снаряда, согласно данным кинохроники, снятой в данном рафионе в 1943 году разрушившего фасад и центральную часть здания с кровли и до подвала; на его месте после войны построен муниципальный склад хозяйственного инвентаря, который был таковым вплоть до возвращения места и здания обратно Свято-Пантелеймоновскому подворью после распада СССР); здание Андреевского подворья также служило с 1930 по 1933 годы общественной уборной, переделанной в 1933 году в Архивное управление, которое частично разрушено (сгорел купол и от ударной волны взрыва снаряда и сырости в 1943 году отлетела штукатурка со всем наружным убранством Храма, согласно Советской кинохронике 1943 года, снятой в том районе)

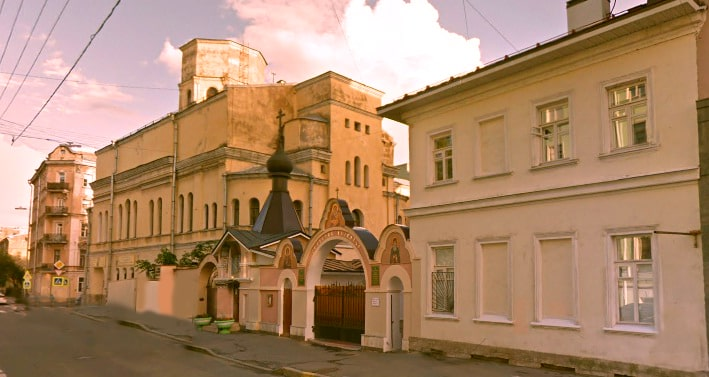
Афонское подворье Св. Ап. Андрея Первозваного в Санкт-Петербурге: Церковь Благовещения Пресвятой Богородицы (слева) и строящийся корпус Свято-Пантелеймоновского подворья Афонского монастыря в Санкт-Петербурге (справа). Снимок актуален на лето 2018 года. Следы авиаудара 1943 года не удалось полностью исправить.

До сегодняшнего дня здание полностью не восстановлено после попадания снаряда вследствие нехватки средств: по-прежнему нет куполов и штукатурного украшения храма снаружи). В Христо-Рождественское Александро-Иосифовское здание также попал снаряд в феврале 1942 года, в результате чего здание было перестроено в дом-сталинку к 1956 году, где расзместился Строительный Трест Министерства Энергетики СССР.
Таким образом, культурная революция в СССР и Блокада Ленинграда во многом стерли наследие Александра Гумилевского. До наших дней не дошли его труды.
Три диктатора приняли непосредственное участие в уничтожении данной части культурного наследия России: Владимир Ленин (как основатель СССР и гонений на церковь), Иосиф Сталин (как автор культурной революции и человек, при котором дозволили снести Основной Храм Александра Гумилевского — Рождества Христова на Песках, настоятелем которого он был долгое время) и Адольф Гитлер (как руководитель Вермахта, чьи войска, обстреливая Ленинград в начале 1940-х повредили и уничтожили многие здания, связанные с жизнью Александра Гумилевского).

### Наследие в педагогике
Внешкольное образование детей в бесплатных воскресных школах, у основания которых стоит Александр Гумилевский, в короткие сроки дало новую ветку — внешкольное образование взрослых в Российской Империи. Со временем большинство воскресных школ преобразовались в вечерне-воскресные, теперь занятия в них велись не только раз в неделю — в воскресенье, но и в рабочие дни — вечерами. Все воскресные школы были бесплатными и существовали на средства их создателей и пожертвования. Преподаватели школ работали бесплатно или получали незначительное жалование от земств, комитетов и обществ грамотности.
Школы делились на мужские, женские и смешанные. По социальному составу учащиеся были преимущественно рабочие и работницы, мелкие служащие и мастеровые в городских школах, и крестьяне и крестьянки в сельских. Возрастной состав учащихся колебался от 9 лет и до 60 лет. Основную группу составляли преимущественно молодые ученики (до 20 лет) и ученики среднего возраста (30-40 лет). Численность учащихся воскресных школ зависела от местности (город, село) и от принадлежности школы (частная, фабричная, общественная, земская, церковная) и колебалась от 30-100 человек до 500—800 и даже до 1-2 тыс. человек.
Содержание обучения в воскресных школах приравнивалось к содержанию обучения в начальных народных училищах. Обязательную основу программы составляло обучение грамоте, чтению, письму, арифметике, закону Божьему. Но в зависимости от возможностей учащих, а, главное, от запросов учащихся, программа дополнялась другими предметами. Например, в женских школах это было рукоделие — кройка, шитье, вязание, в фабричных школах — различные профессиональные навыки, в школе при Гальванической роте — математика и элементарный курс физики, в некоторых школах — иностранные языки. В ряде школ велись занятия по литературе, истории, географии, естествознанию. Поскольку в вечерне-воскресные школы принимались лица с разным уровнем подготовки, то и классы образовывались с учётом этого. Были классы для совсем неграмотных, были повторительные классы для тех, кто окончил или хотя бы посещал, но не окончил начальную школу.

### Наследие в теологии
- Является автором концепции священнического и/или монашеского служения Богу через служение нуждающимся людям без отречения от мира
- Является автором концепции благотворительной направленности христианства, при которой церковные учреждения должны расходовать средства не на убранство храмов или нужды священнослужителей, а на помощь людям в нужде
- Является автором концепции самоотверженного служения Богу через жертвование всеми своими средствами и усилиями в помощь нуждающимся людям, которая приравнивалась к строгости монашеской жизни для неотреченных от мира людей

### Наследие в медицине
- Непосредственно участвовал в создании концепции всемирной гуманистической медицины на основе Сестринских движений милосердия (первое из которых он и возглавил) в рамках взаимодействия с Великой Княгиней Еленой Павловной, которые, по словам Основателя Международного красного креста, и стали прототипом самому международному красному кресту. Очевидно, что по образцу уже самого красного креста создана организация Красный полумесяц, выполняющая те же функции и являющийся частью Красного креста.

### Наследие в монашеской теологии
- Будучи секретарем С.-Петербургского епархиального историко-статистического комитета и автором многих частей в самих сборниках, хорошо разбирался в церквях и монастырях. Есть вероятность его тайного монашеского пострига перед отбытием в Нарву, которая сейчас исследуется. Точно доказать что-либо пока сложно, поскольку 95 % сведений об Александре Гумилевском и его произведениях уничтожены Советской властью в рамках культурной революции. Но тем не менее, сохранились сведения, что Александр Гумилевский был сторонником концепции, согласно которой монашеский постриг не должен стать препятствием для отдачи всех духовных и физических сил во служение нуждающимся людям, приводя в пример жизнь Христа[39].

### Наследие в церковном укладе
- Несомненно является основателем концепции воскресных школ и самих первых воскресных школ в России. Сегодня церковная воскресная школа — важная часть церкви.

### Наследие в помощи бедным
- Здесь его часто сравнивают с его знакомым ещё с семинарской скамьи О. Иоанном Кронштадтским, одногрупником которого являлся Александр Гумилевский в течение всего периода обучения. У них много общего. Оба отдавали все нищим и часто приходили домой босиком, оба женились и жили скромной христианской жизнью с женами, оба тратили все свои деньги и пожертвования в помощь нищим, ходили к нищим домой, навещали больных, лечили их молитвами. Оба были среди самых известных христианских активистов своей эпохи. Храмы обоих после революции были взорваны по приказу Высшего командного состава СССР. Большая часть трудов обоих была уничтожена советской властью (правда у Александра Гумилевского уничтожили больше, даже церковной книги с чудесами спасения и исцеления из Храма Рождества на Песках не сохранилось, также уничтожено и более 3000 уникальных печатных страниц с трудами Александра Гумилевского, разошедшиеся большими тиражами по дореволюционной России).
- Александр Гумилевский видел путь спасения России через образование беднейших сословий населения и помощи им в жизненном становлении, главным образом, через духовно-педагогическое воспитание подрастающего поколения. В помещиках и ростовщиках Александр Гумилевский видел угрозу России, за что и был выслан из Санкт-Петербурга и лишен всех церковных привилегий, включая отстранение его не только от управления, но и от общения со всеми братствами, которые он создавал и/или руководил.
- Идеи Александра Гумилевского были широко известны. Известно об их упоминании высокопоставленными людьми в дореволюционной России: Великой Княгиней Еленой Павловной (чьим духовным наставником он был), Александром II (написал распоряжение о недопустимости гонений на Александра Гумилевского и вернул его из Нарвы, просто не проследил до конца за исполнением своего указа), Императрицы Марии Федоровны /она же Гессенская принцесса Максимилиана Вильгельмина Августа София Мария/ (которая следила за деятельностью Александра Гумилевского и вскоре после получения новостей о его высылке начала ходатайствовать об отмене этого решения) и многими другими.

## Восстановление Наследия Александра Гумилевского в современной России
Основным местом службы О. Александра Гумилевского являлся Храм Рождества Христова на Песках (называемая Александром Гумилевским и не только как Христорождественская церковь, по имени которой Александр Гумилевский основал Христо-Рождественское братство). В 1934 году храм взорван вместе с фундаментом. В 2011 году известнейший Российский и Белорусский Меценат и Строитель Вячеслав Адамович Заренков принимает решение о необходимости использования полученного его строительной компанией Эталон участка не для строительства элитного жилого комплекса, а для воссоздания Культурного наследия России — восстановления Храма Рождества Христова на Песках. Строительство ведется активно. В 2019 году планировалось завершить основные черновые элементы храма, и ещё через 1-2 года завершить чистовые работы и воссоздать убранство Храма. Община Храма бесконечно благодарна этому человеку.
В ночь с 6 на 7 января 2020 года в восстановленном Храме Рождества Христова на Песках состоялось первое в новой истории (после разрушения в 1934 году) богослужение (с относительно небольшим количеством прихожан), Рождественская Месса, ознаменовавшая возвращение традиции богослужений в Храме (официальная информация в прессе о начале богослужений в Храме появилась только к Октябрю 2020 года). В подвале Храма находится музей истории храма, в котором содержатся уникальные реликвии, связанные, в том числе, с деятельностью самого Александра Гумилевского, а также с историей храма. 

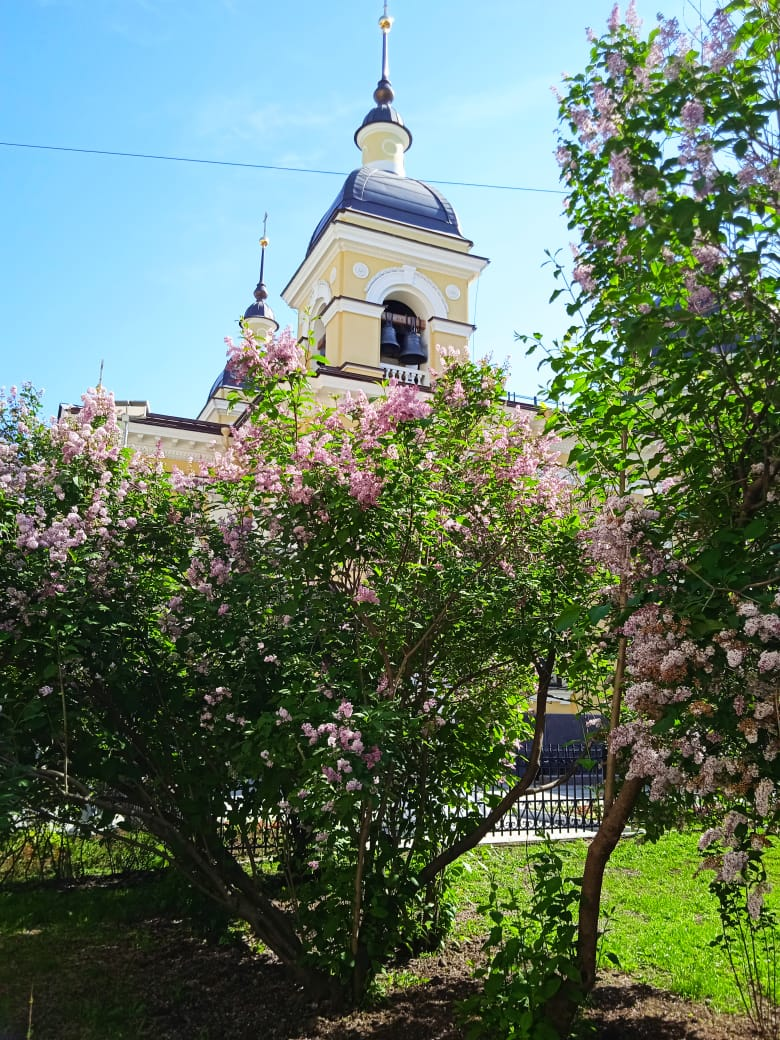
Восстановленный к 2020 году Храм Рождества Христова на Песках (в Пасху 2020, с предхрамовым благоустройством)

Есть вероятность возвращения Советским улицам, на которых велась деятельность Александра Гумилевского, названия Рождественских. Хотя существуют определённые сложности в данном вопросе.
Здание Христо-Рождественского Александро-Иосифовского братства и Церкви Георгия Победоносца при ней располагалось там, где сегодня стоит дом: 6-я Советская ул., 21 / Рождественская пл., 4 / Красноборский пер., 2. Уничтожено попаданием авиабомбы в феврале 1942 года. Сегодня на его месте находится жилой дом.
Афонское подворье возвращено в Санкт-Петербург. Но ввиду нехватки средств на восстановление храмов и зданий подворья — не удается полностью воссоздать их исторический облик. На месте корпусов женской гимназии, которые до революции были единым целым с подворьем, основанные под духовным руководством Александра Гумилевского — сегодня стоят жилые дома. Современное Афонское подворье также состоит из двух приходов: Свято-Пантелеймоновского (уничтожено попаданием снаряда в 1943, приход сегодня восстанавливает свою деятельность, находится немного по диагонали от входа в малом здании) и Св. Андрея Первозванного (находится на своем историческом месте, но ввиду нехватки средств до конца не восстановлен после попадания авиабомбы в 1943 году — нет куполов и наружной штукатурки с убранством — осталась только поверхностная советская штукатурка без наружного убранства).
В 2006 году найдена потерянная, казалось, навсегда могила Александра Гумилевского на Смоленском православном кладбище. Эта могила находится за могилой Федора Ивановича Иордана, ректора Императорской Академии Художеств, на Гумилевской дорожке (переименованной в СССР в Гумилёвскую). Могила находится не в первом ряду, не на самой дорожке, а находится она в третьем ряду, и пока надгробие просто лежит на земле. Его подняли и поставили так, чтобы можно было прочесть надпись, но нет креста, нет основания, нет оградки. То есть эта могила, безусловно, нуждается в восстановлении.
Воскресные школы, основателем концепции которых являлся сам о. Александр Гумилевский есть практически при каждом Русском православном церковном приходе сегодня, что, несомненно является его заслугой.
Также существуют и благотворительные братства при Русской Православной Церкви, у истоков создания которых стоит сам Александр Гумилевский, которые помогают людям, оказавшимся в нужде, за счет ресурсов церкви и прихода.
Александр Гумилевский 3 года руководил Крестовоздвиженской общиной сестер милосердия и участвовал в создании Храма Святой Троицы при общине, возглавляя общину в качестве духовного настоятеля. У данной общины 2 наследия. С одной стороны, согласно письму основателя Комитета Международного Красного Креста Анри Дюнана от 1896 года, данная община явилась одним из прообразов, на основе которых и создан сам Красный Крест, а на основе его и Красный Полумесяц, которые сегодня входят в единую организацию. С другой стороны, и сама община и Храм святой Троицы при ней существуют и по сей день и используются как лечебница духовная (как Храм) и физическая (как государственная больница), где оказывают помощь людям с тяжелыми заболеваниями, нуждающимся в особом уходе.